# Kransnaaldaar
Kransnaaldaar (Setaria verticillata) is een plantensoort uit de grassenfamilie (Poaceae).

## Determinatie
Kransnaaldaar is een eenjarige, kruidachtige plant. De plant wordt 15-100 cm hoog en heeft rechtopstaande of geknikt opstijgende stengels. Het 4-25 cm lange en 5-21 mm brede blad heeft een bladschede, die sterk afgeplat en gekield is. De bovenzijde en onderzijde van het vlakke blad zijn kaal. Het tongetje (ligula) bestaat uit ongeveer 1,5 mm lange haren.
De plant bloeit van juni tot in september. De bloeiwijze is een 4-10 cm lange en 2 cm dikke aarpluim met 2-2,2 mm lange, lang-elliptische aartjes. De hoofdas heeft alleen tot 0,2 mm lange haartjes. Het bovenste zevennervige, 2,5 mm lange kelkkafje is ongeveer even lang als het aartje. Het onderste kelkkafje is 1,2 mm lang. Het onderste kroonkafje (lemma) van de bovenste, vruchtbare bloem is knopvormig verdikt en tussen de weinig naar vorenstaande kielen zwak dwarsgerimpeld met smalle ingevouwen zijden. Het bovenste, 2 mm lange kroonkafje (palea) van de onvruchtbare bloem is ongeveer even lang als het onderste kroonkafje. Onderaan het aartje zitten één tot drie 3-8 mm lange, meestal groene borstels met naar beneden gerichte tandjes, waardoor ze bij het opstrijken haken. De 0,6 mm lange helmhokjes zijn zwartpurper en de stempels zijn purper.
De vrucht is een licht bruine, breedovale, 1,2-1,5 mm lange graanvrucht en valt met het gehele aartje tegelijk af. Het aantal chromosomen is 2n = 36.

## Ecologie
Kransnaaldaar komt voor op kalkarme akkers en moestuinen op droge zandgrond.

## Verspreiding
Het natuurlijke verspreidingsgebied van kransnaaldaar strekt zich uit over Zuid- en Midden-Europa tot Zuidwest-Azië en Noord-Afrika. De soort staat op de Nederlandse Rode lijst van planten als een soort die in Nederland algemeen voorkomend en stabiel of toegenomen is.

## Fotogalerij

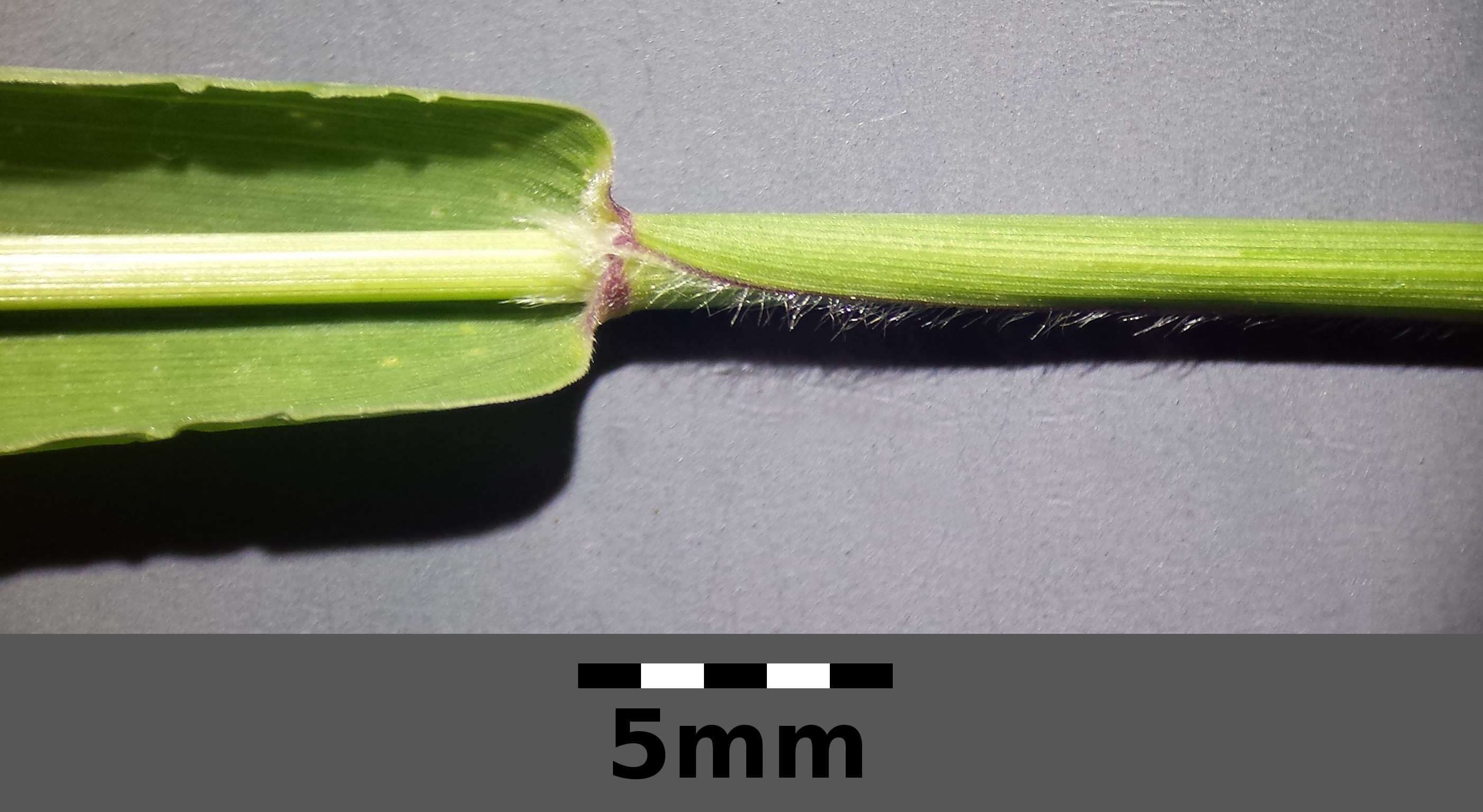
Stengel met blad: de bladschede heeft aan de rand een zoom van haren. Het blad is kaal.
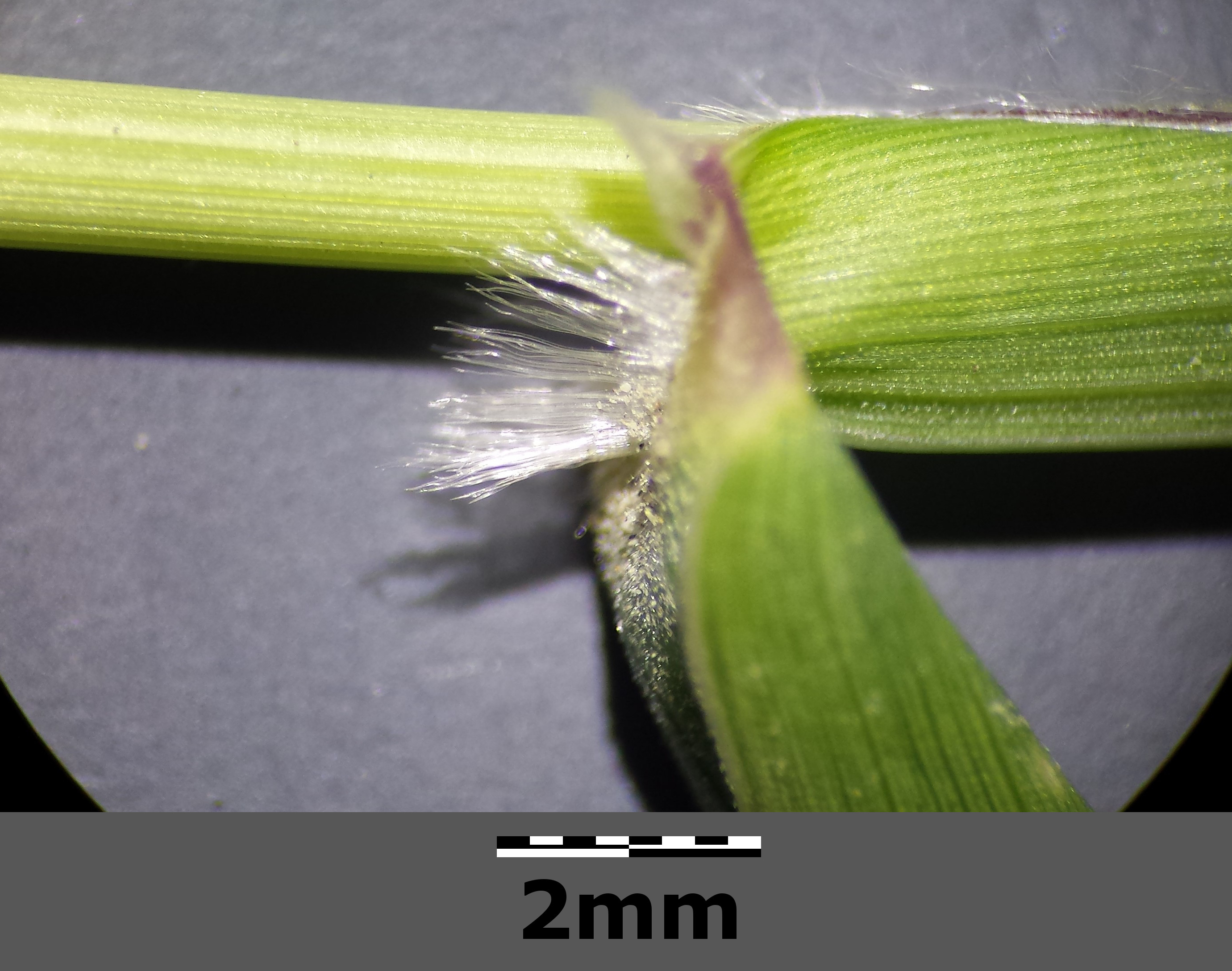
Het tongetje bestaat uit een krans van haren.
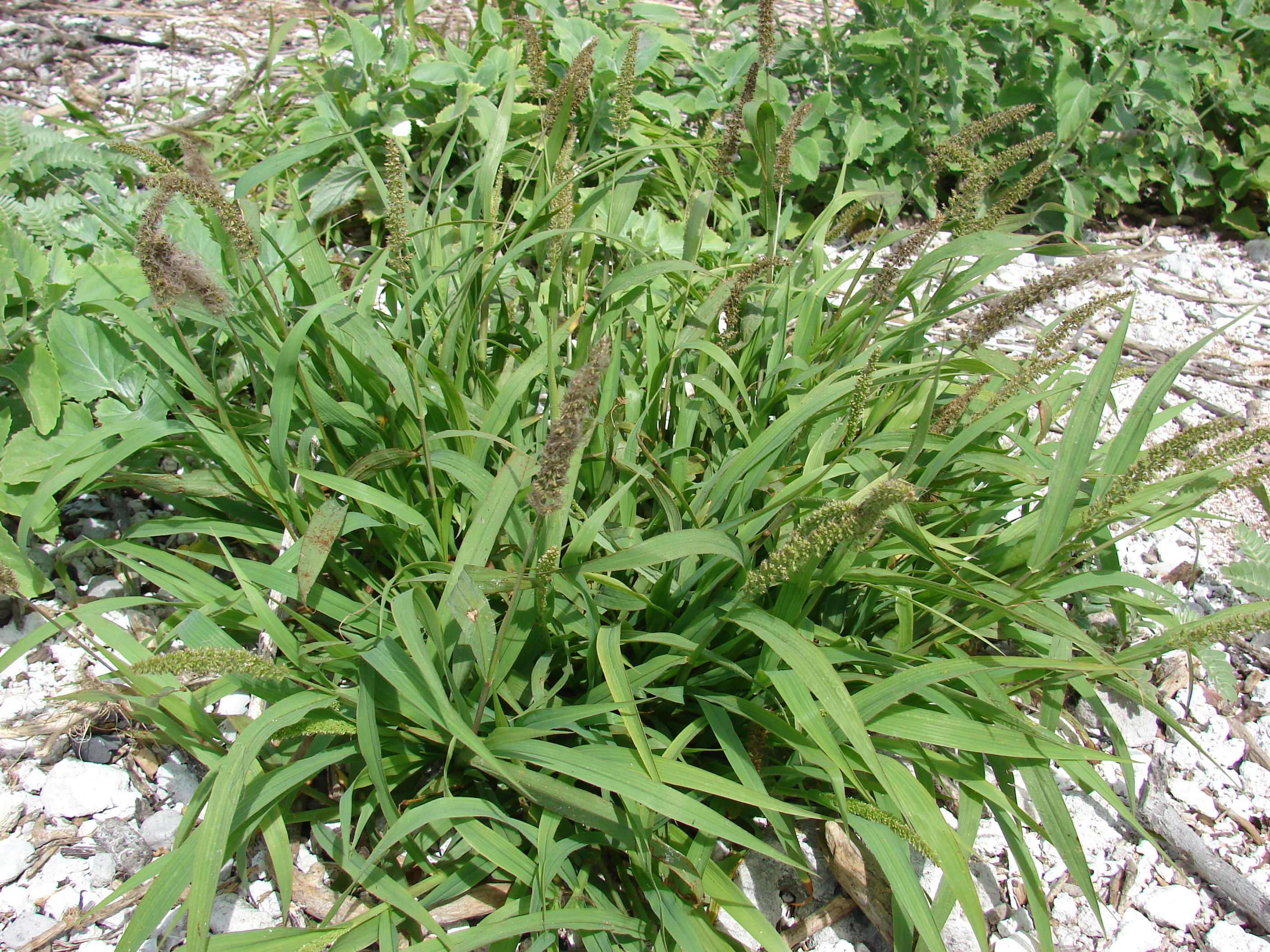
Bloeiende plant
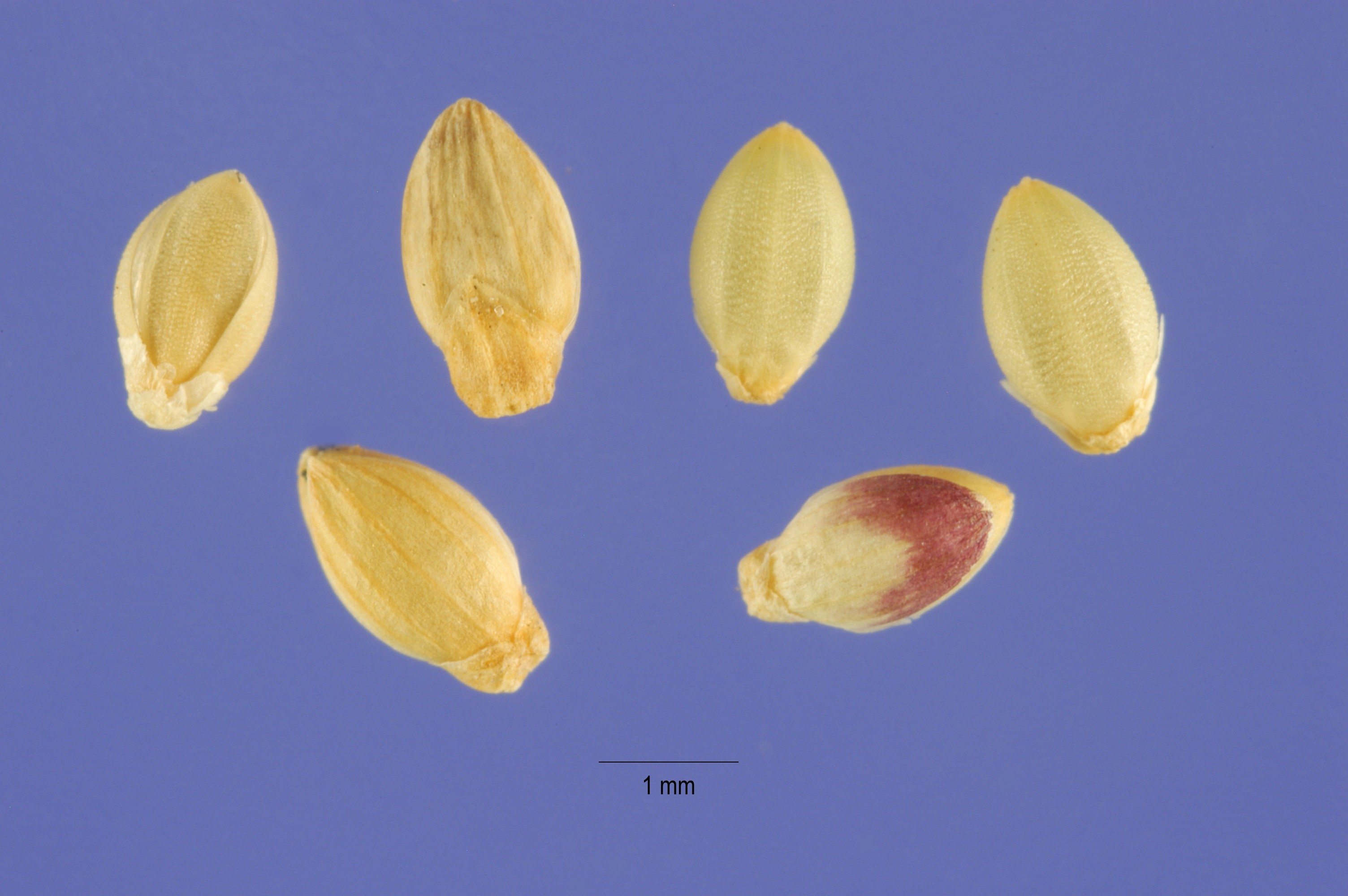
Vruchten
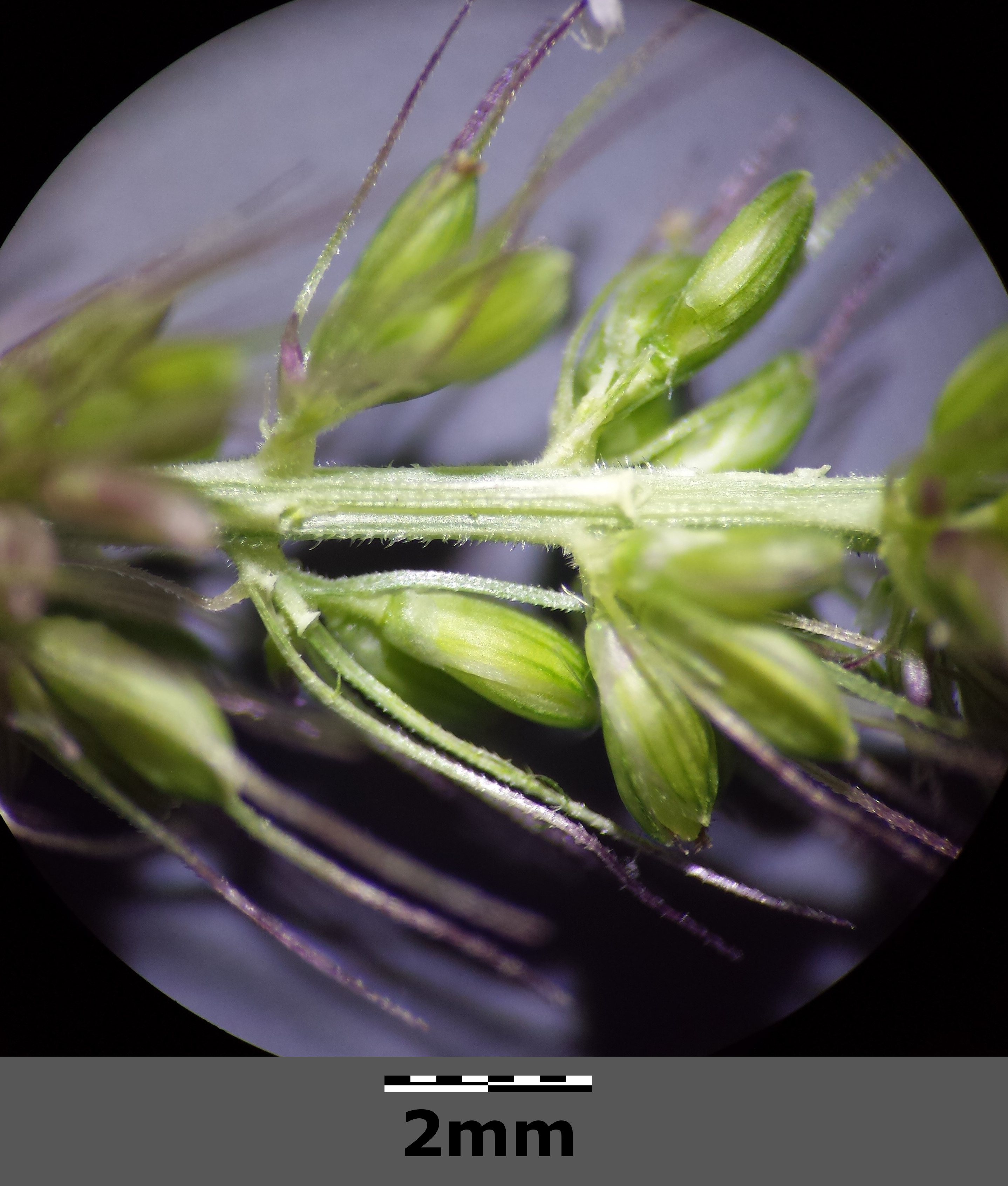
De hoofdas van de bloeiwijze is dicht bezet met korte haren.
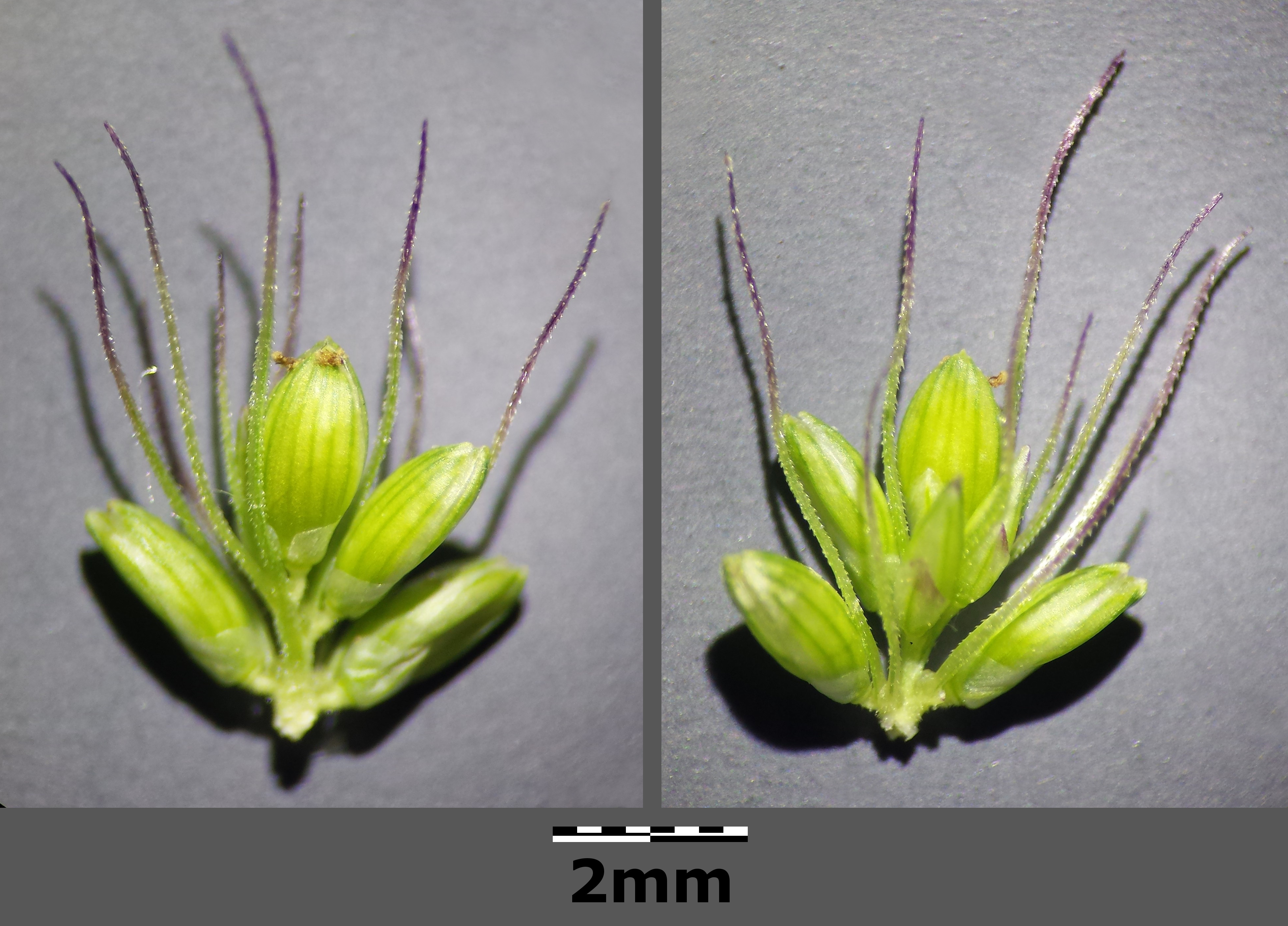
De aartjes zitten op vertakte steeltjes van de aarpluim. Per aartje komen één tot drie borstels voor.
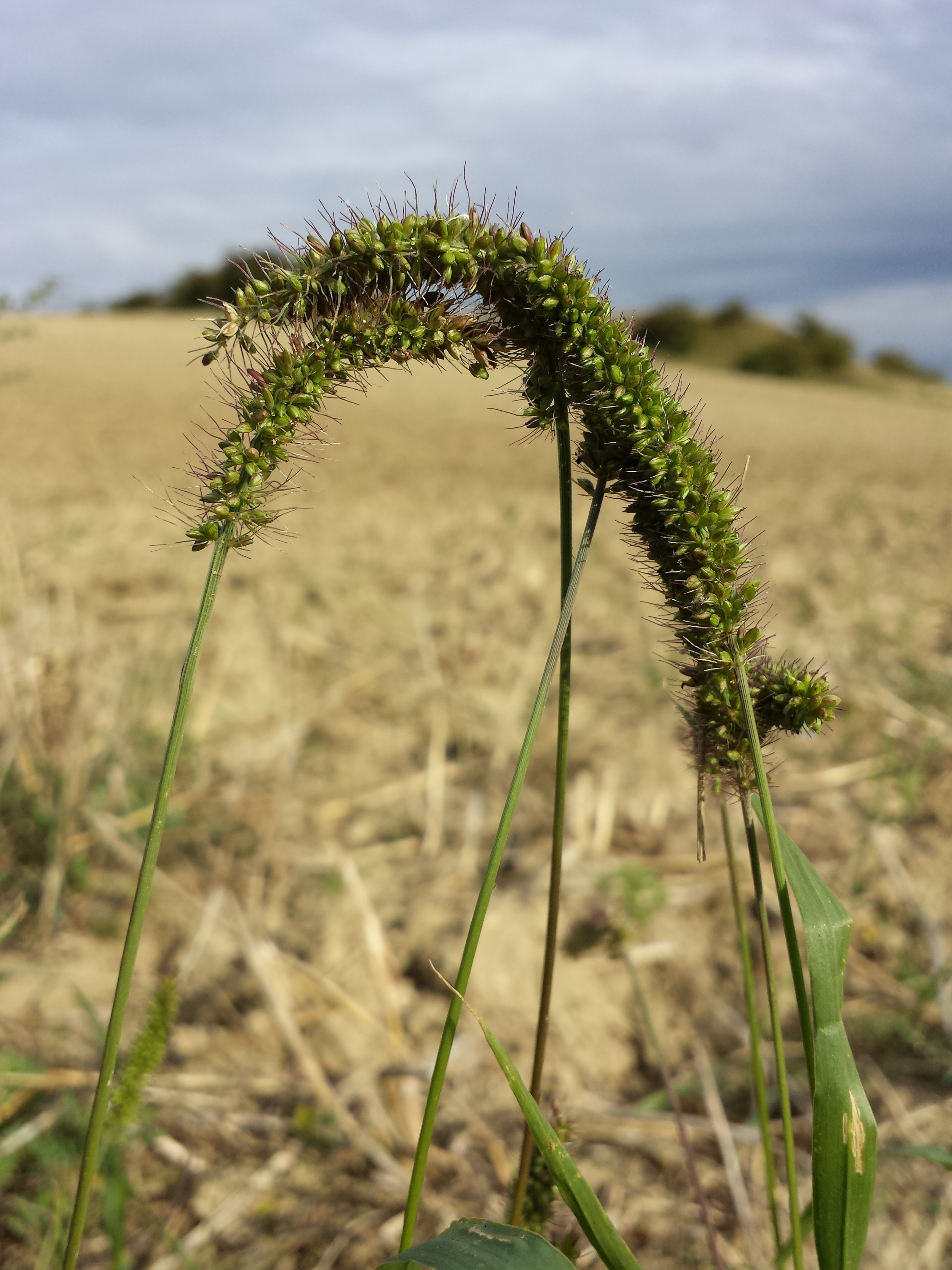
De borstels hebben naar beneden gerichte tandjes; een typisch soortkenmerk.
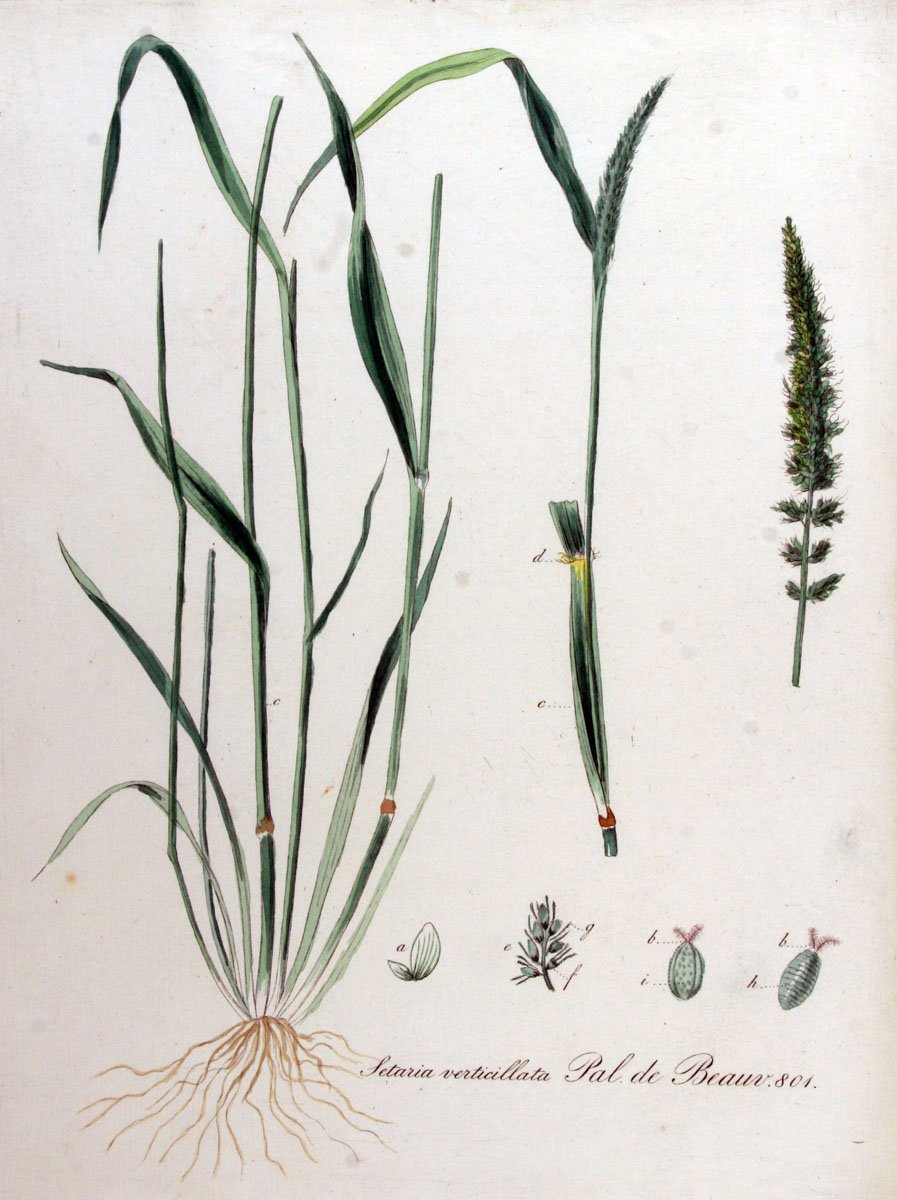
Flora Batava